# Mistrzostwa Europy w Lekkoatletyce 1938 – dziesięciobój mężczyzn

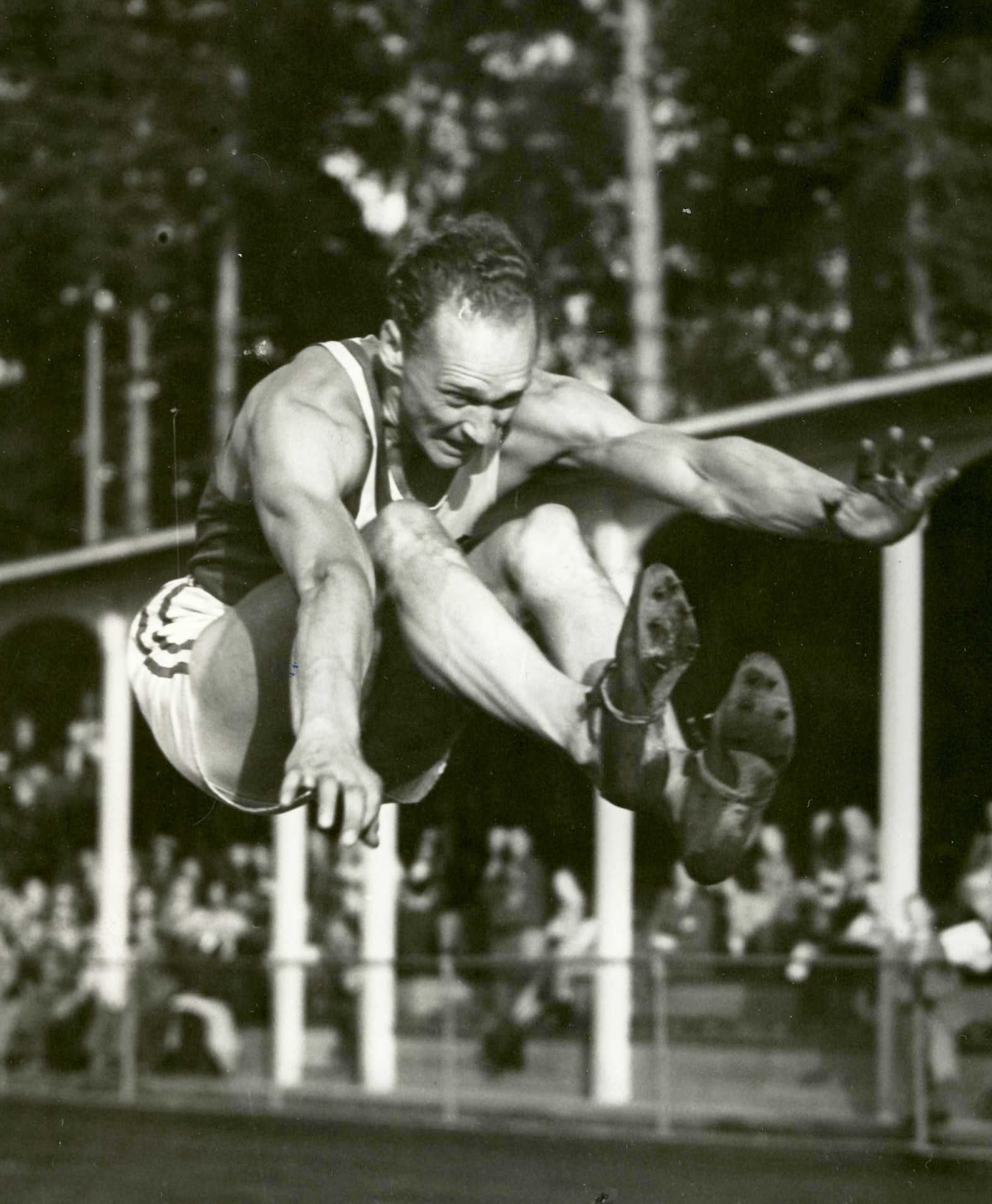
Olle Bexell

Dziesięciobój mężczyzn był jedną z konkurencji rozgrywanych podczas II Mistrzostw Europy w Paryżu. Został rozegrany 4 i 5 września 1938 roku. Zwycięzcą tej konkurencji został Szwed Olle Bexell. W rywalizacji wzięło udział dziesięciu zawodników z sześciu reprezentacji.

## Rekordy
| Rekord świata     | Hans-Heinrich Sievert (GER) | 7147 (8790,46)  | Hamburg, Niemcy | 07-08.07.1934 |
| Rekord Europy     | Hans-Heinrich Sievert (GER) | 7147 (8790,46)  | Hamburg, Niemcy | 07-08.07.1934 |
| Rekord mistrzostw | Hans-Heinrich Sievert (GER) | 6667 (8103,245) | Turyn, Włochy   | 08-09.09.1934 |

## Wyniki
| Poz. | Zawodnik              | Punkty         | 100    | W dal  | Kula    | Wzwyż  | 400    | 110 ppł | Dysk    | Tyczka | Oszczep | 1500   |
| ---- | --------------------- | -------------- | ------ | ------ | ------- | ------ | ------ | ------- | ------- | ------ | ------- | ------ |
| 1    | Olle Bexell           | 6687 (7214) CR | 11,5 s | 6,67 m | 13,62 m | 1,75 m | 53,2 s | 15,7 s  | 43,64 m | 3,80 m | 52,60 m | 4:49,2 |
| 2    | Witold Gerutto        | 6459 (7006)    | 11,4 s | 6,18 m | 14,76 m | 1,83 m | 53,3 s | 16,3 s  | 41,85 m | 3,50 m | 58,80 m | 5:21,6 |
| 3    | Josef Neumann         | 6228 (6664)    | 11,6 s | 6,54 m | 12,57 m | 1,60 m | 50,1 s | 16,9 s  | 36,82 m | 2,90 m | 55,18 m | 4:45,4 |
| 4    | Rudolf Glötzner       | 6173 (6492)    | 11,6 s | 6,50 m | 11,76 m | 1,81 m | 52,5 s | 16,4 s  | 36,15 m | 3,90 m | 51,49 m | 4:53,0 |
| 5    | Raymond Anet          | 5918 (6118)    | 11,5 s | 6,14 m | 10,21 m | 1,65 m | 51,8 s | 15,7 s  | 32,80 m | 3,30 m | 44,68 m | 4:42,0 |
| 6    | Jerzy Pławczyk        | 5665 (5946)    | 12,0 s | 6,56 m | 11,12 m | 1,83 m | 55,1 s | 16,7 s  | 36,64 m | 3,20 m | 50,65 m | 5:46,5 |
| 7    | Jean Balezo           | 5360 (5503)    | 11,5 s | 6,75 m | 11,84 m | 1,65 m | 55,2 s | 18,2 s  | 30,89 m | 3,00 m | 37,50 m | 5:12,8 |
| 8    | Hervé Mahé            | 5138 (5346)    | 12,2 s | 5,73 m | 12,13 m | 1,70 m | 57,9 s | 19,3 s  | 35,52 m | 3,10 m | 49,84 m | 5:15,2 |
| –    | Hans-Heinrich Sievert | DNF            | 11,3 s | 6,68 m | 14,39 m | 1,75 m | –      | –       | –       | –      | –       | –      |
| –    | Émile Binet           | DNF            | 11,5 s | 6,50 m | 8,63 m  | 1,60 m | –      | –       | –       | –      | –       | –      |